# Bipirâmide quadrada alongada
Em geometria, a bipirâmide pentagonal é um tipo de Sólidos de Johnson (J15). Como o nome sugere, pode ser construído alongando-se um octaedro inserindo um cubo entre as metades congruentes.
Uma zirconita é um exemplo de uma bipirâmide quadrada alongada.